# Paraige

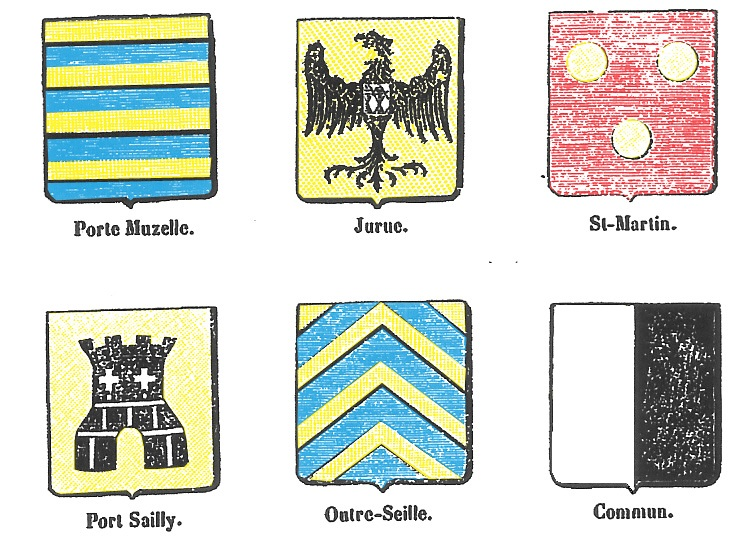
Wapenschilden van de 6 paraiges van Metz onder het ancien régime.

Paraige, in het meervoud paraiges, was de leidende klasse in de vrije rijksstad Metz. Zij heersten over de stad van de 13e tot de 16e eeuw. Het ging om 6 families van verwanten, in het Latijn: paragium, vandaar de term.

## Rijksstad Metz

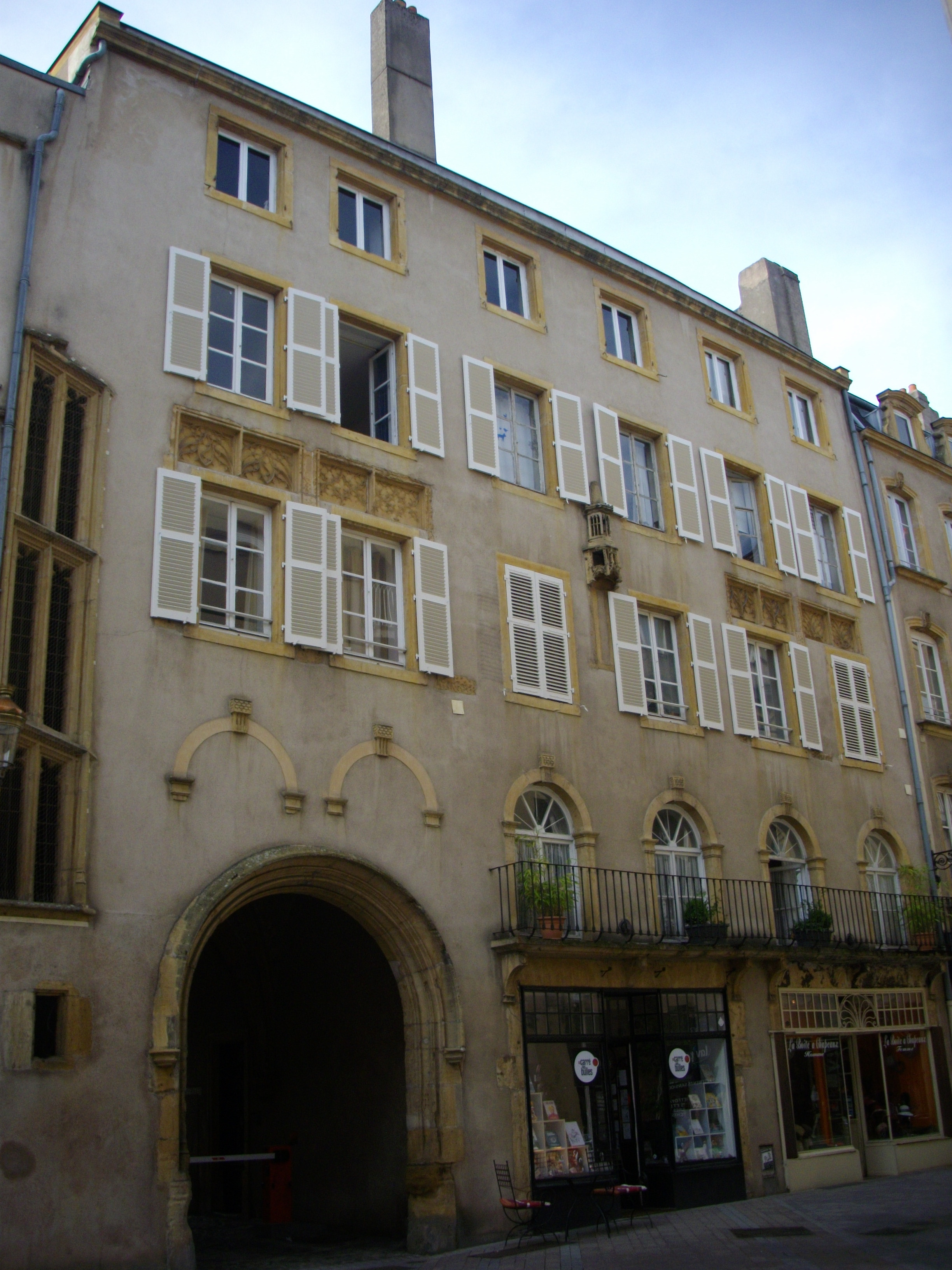
Hôtel de Heu van de familie Heu. Zij waren de jongste paraige, de Commun genoemd.

Met de val van het Karolingische Rijk ging langzaam het graafschap Metz in het Rooms-Duitse Rijk ten onder. Zo begon een eeuwenlange strijd tussen de bisschop van Metz en de stad Metz over de grafelijke rechten. De grafelijke rechten waren omvangrijk: belastingen heffen, markten organiseren, tolpoorten beheren, vergunningen voor wijnkelders afleveren, schepenen benoemen in de schepenbank, om de belangrijkste te noemen. Prins-bisschop Bertram van Metz kon in de 13 eeuw een belangrijke slag thuis halen, ten nadele van de stad. Na het bestuur van Bertram wonnen families in de stad Metz echter opnieuw aan invloed.
De leidende families van Metz waren oorspronkelijk met vijf: Porte Muzelle, Jurue, Saint-Martin, Port Sailly en Outre-Seille. De oorsprong moet geografisch geweest zijn, omdat de namen zouden verwijzen naar wijken in de stad. In latere eeuwen is de notie van wijk verdwenen. De verwantschap tussen de familieleden telde dan. In de late middeleeuwen kwam er een zesde paraige bij: zij werden Commun genoemd. Het ging om rondtrekkende handelaars afkomstig uit het prinsbisdom Luik. Zij waren van dicht of van ver verwant met de Luikse familie Heu. Vandaar was de naam van hun huis in Metz Hôtel de Heu.
In periodes van sterke oligarchie door deze families van patriciërs, verbleef de prins-bisschop van Metz buiten de stad. Dit was om veiligheidsredenen. Een bekende verblijfplaats voor de bisschoppen was het dorp Vic-sur-Seille / Wich an der Seille.

## Frans bestuur
In de 16e eeuw waren de paraiges verdeeld over steun aan de hugenoten. De hugenoten wensten meer invloed van Frankrijk in Metz, ten nadele van de keizer van het Rooms-Duitse Rijk. Met de Damesvrede van Kamerijk (1559) werd Hendrik II de feitelijke heerser over de Trois-Évêchés (waaronder Metz). De macht van de paraiges was gebroken. De Franse vorst benoemde voortaan de schepenen en leidde er de politiek (via zijn baljuw of commissaris). De paraiges bleven nog bestaan als 6 entiteiten tot de Franse Revolutie.